# Cis contendens
Cis contendens là một loài bọ cánh cứng trong họ Ciidae. Loài này được Walker miêu tả khoa học năm 1858.